# FC Judenburg
Der FC Judenburg ist ein österreichischer Fußballverein aus der obersteirischen Bezirkshauptstadt Judenburg. Die Vereinsfarben sind rot-blau. Die Heimspiele werden im Stadion Murdorf ausgetragen, einer seit 1970 in Betrieb stehenden Sportanlage. Im Oktober 2008 wurde ein Kunstrasenplatz der neuesten Generation fertiggestellt. Der FC Judenburg spielt in der Saison 2025/2026 in der zweithöchsten Leistungsklasse des steirischen Fußballverbandes, der Oberliga Nord.
Die Gründung des FC Judenburg erfolgte im Juni 1990, als sich die beiden bisherigen Judenburger Fußballvereine, der Werkssportverein (WSV) Judenburg und die Blaue Elf (BE) Judenburg fusionierten. Zuerst als WSV/BE Judenburg spielberechtigt, wurden dem Vereinsgesetz entsprechend ab der Frühjahressaison 1995 der nunmehrige offizielle Vereinsname FC Judenburg bei der Vereinsbehörde angemeldet und genehmigt.

## Geschichte

### Werkssportverein Judenburg
Der Werkssportverein (WSV) Judenburg, der als Judenburger Sportverein am 12. März 1901 gegründet wurde, spielte ab 22. Dezember 1910 als Schwarze Elf Judenburg (Gründungsverein des steirischen Fußballverbandes im Jahr 1911), ab 1. August 1920 als AAC (Arbeiter-Athletik-Club) Judenburg, ab 1934 unter dem Vereinsnamen SV (Sportverein) Judenburg, ab 1945 als SC (Sportclub) Judenburg und ab 1956 als WSV (Werkssportverein) Judenburg, benannt nach dem großen Werk für Edel- und Gußstahlverarbeitung, dem weitaus größten Arbeitgeber in Judenburg in dieser Zeit. In den Jahren nach dem 2. Weltkrieg spielte man stets in der zweithöchsten Liga der Steiermark, welche in diesen Jahren mehrmals umbenannt wurde, weil sich immer mehr Vereine zum Meisterschaftsbetrieb meldeten und dadurch mehr Ligen und Spielklassen notwendig wurden, die nach der Anzahl der regionalen Teilnehmer eingeteilt und neu installiert wurden.

### 1. Meistertitel in der Vereinsgeschichte
In der Spielsaison 1955/1956 gelang der Meistertitel in der „1. Klasse Nord-West“ und in drei Aufstiegsspielen gegen den Meister der „1. Klasse Nord-Ost“, Hönigsberg, wurde der Aufsteiger in die seinerzeit dritthöchste österreichische Spielklasse ermittelt. Das 1. Spiel fand in Hönigsberg statt und der WSV Judenburg konnte einen 5:1 (3:0)-Auswärtssieg feiern und war schon fast am Ziel seiner Träume. Aber beim Heimspiel eine Woche später wurde der WSV Judenburg wieder auf den Boden der Realität zurückgeholt. Eine unerwartete, klare 0:4 (0:3)-Niederlage gegen einen Gegner, den man vor einer Woche noch dominiert hatte. So musste ein drittes, alles entscheidendes Spiel auf neutralem Platz über den Aufstieg entscheiden, welches am Sonntag, 15. Juli 1956 in Kapfenberg ausgetragen wurde. Vor 3000 Zusehern begannen beide Meister sehr defensiv, um nicht in Rückstand zu geraten. Nach guten Möglichkeiten auf beiden Seiten gelang es Alfred Suttnig, einer der besten Stürmer der Obersteiermark in dieser Zeit, in der 33. Minute das 1:0 für den WSV Judenburg zu erzielen. Mit dem knappen Vorsprung ging es in die Pause und die Zuseher sahen in der 2. Halbzeit ein flottes Spiel ohne besondere Höhepunkte. Hönigsberg kam nie mehr gefährlich vor das Judenburger Tor und das Spiel endete mit 1:0, damit stieg der WSV Judenburg in die höchste steirische Liga, die Landesliga, auf. Hönigsberg wurde auch im nächsten Spieljahr Meister der „1. Klasse Nord-Ost“, gewann im Sommer 1957 die Aufstiegsspiele und folgte dem WSV Judenburg ein Jahr später in die Landesliga nach. 18 Jahre, bis zur Spielsaison 1973/1974, war der WSV Judenburg stets in der steirischen Landesliga vertreten und konnte als größte Erfolge den Vizemeistertitel in den Spielsaisonen 1963/1964 bzw. 1964/1965 erringen. Dieser zweite Tabellenplatz berechtigte zur Teilnahme am österreichischen Fußball-Cup, wo im August 1965 auch einer der traditionsreichsten österreichischen Fußballvereine, FK Austria Wien, in Judenburg zu Gast war. Der WSV Judenburg (Vereinsfarben rot-weiß) trug seine Heimspiele am Sportplatz Bahnhofstraße aus, eine im Werksgelände der Judenburger Gußstahlwerke AG gelegenen Spielstätte. Dieser Platz hatte das für damalige Verhältnisse charakteristische Aussehen, eine – westseitig – gelegene Naturtribüne sowie Holzbaracken als Umkleideräume für die beiden Mannschaften und dem Schiedsrichtertrio. Die zahlreichen Zuseher waren direkt am Spielfeldrand nur durch eine einfache Holzabsperrung maximal 2 Meter von der Outline entfernt und trugen damit auch wesentlich zum gefürchteten Heimvorteil bei. Zu dieser Zeit wurde dort auch noch Feldhandball gespielt.

### Ewige Tabelle des Werkssportvereines Judenburg (1945/1946 bis 1989/1990)
Anmerkung: Punkte gerechnet nach der Zwei-Punkte-Regel, da die Drei-Punkte-Regel erst mit der Spielsaison 1995/1996 in Österreich eingeführt wurde.
| Saison    | Spielklasse             | Spiele | S   | U   | N   | Torverhältnis | Tordifferenz | Punkte | Platz | Anmerkungen                                                                |
| --------- | ----------------------- | ------ | --- | --- | --- | ------------- | ------------ | ------ | ----- | -------------------------------------------------------------------------- |
| 1945/1946 | 2. Klasse Obersteier    | 14     | 9   | 2   | 3   | 52:18         | 34           | 18     | 3.    |                                                                            |
| 1946/1947 | 2. Klasse Nord          | 14     | 5   | 3   | 6   | 35:46         | −11          | 13     | 4.    | Klassenumbenennung                                                         |
| 1947/1948 | 1. Klasse               | 22     | 7   | 5   | 10  | 44:58         | −14          | 19     | 8.    | Klassenumbenennung                                                         |
| 1948/1949 | 1. Klasse               | 22     | 6   | 4   | 12  | 35:53         | −18          | 16     | 10.   |                                                                            |
| 1949/1950 | 1. Klasse               | 22     | 8   | 3   | 11  | 33:43         | −10          | 19     | 8.    |                                                                            |
| 1950/1951 | 1. Klasse               | 22     | 7   | 3   | 12  | 30:54         | −24          | 17     | 10.   |                                                                            |
| 1951/1952 | 1. Klasse Nord          | 22     | 8   | 6   | 8   | 37:32         | 5            | 22     | 5.    | Klassenumbenennung                                                         |
| 1952/1953 | 1. Klasse Nord          | 22     | 13  | 3   | 6   | 64:32         | 32           | 29     | 4.    |                                                                            |
| 1953/1954 | 1. Klasse Nord          | 22     | 10  | 5   | 7   | 69:37         | 32           | 25     | 4.    |                                                                            |
| 1954/1955 | 1. Klasse Nord-West     | 20     | 11  | 4   | 5   | 63:41         | 22           | 26     | 3.    | Klassenumbenennung                                                         |
| 1955/1956 | 1. Klasse Nord-West     | 18     | 14  | 2   | 2   | 58:27         | 31           | 30     | 1.    | Meister                                                                    |
| 1956/1957 | Landesliga              | 22     | 9   | 4   | 9   | 65:58         | 7            | 22     | 7.    |                                                                            |
| 1957/1958 | Landesliga              | 26     | 11  | 5   | 10  | 56:46         | 10           | 27     | 6.    |                                                                            |
| 1958/1959 | Landesliga              | 26     | 10  | 7   | 9   | 49:46         | 3            | 27     | 5.    |                                                                            |
| 1959/1960 | Landesliga              | 22     | 8   | 4   | 10  | 50:54         | −4           | 20     | 9.    |                                                                            |
| 1960/1961 | Landesliga              | 22     | 10  | 4   | 8   | 49:45         | 4            | 24     | 4.    |                                                                            |
| 1961/1962 | Landesliga              | 26     | 9   | 5   | 12  | 50:55         | −5           | 23     | 9.    |                                                                            |
| 1962/1963 | Landesliga              | 26     | 11  | 3   | 12  | 55:56         | −1           | 25     | 10.   |                                                                            |
| 1963/1964 | Landesliga              | 26     | 13  | 6   | 7   | 61:41         | 20           | 32     | 2.    | Teilnahme am ÖFB-Cup: Heim-Niederlage gegen Gloggnitz (NÖ) 1:2 (1:1) n. V. |
| 1964/1965 | Landesliga              | 26     | 14  | 7   | 5   | 58:35         | 23           | 35     | 2.    | Teilnahme am ÖFB-Cup: Heim-Niederlage gegen FK Austria Wien 0:3 (0:0)      |
| 1965/1966 | Landesliga              | 26     | 11  | 6   | 9   | 44:30         | 14           | 28     | 5.    |                                                                            |
| 1966/1967 | Landesliga              | 26     | 10  | 10  | 6   | 48:37         | 11           | 30     | 5.    |                                                                            |
| 1967/1968 | Landesliga              | 26     | 13  | 5   | 8   | 46:41         | 5            | 31     | 4.    |                                                                            |
| 1968/1969 | Landesliga              | 26     | 10  | 6   | 10  | 32:48         | −16          | 26     | 8.    |                                                                            |
| 1969/1970 | Landesliga              | 26     | 9   | 8   | 9   | 36:37         | −1           | 26     | 6.    |                                                                            |
| 1970/1971 | Landesliga              | 28     | 8   | 10  | 10  | 52:41         | 11           | 26     | 9.    |                                                                            |
| 1971/1972 | Landesliga              | 30     | 12  | 6   | 12  | 58:62         | −4           | 30     | 10.   |                                                                            |
| 1972/1973 | Landesliga              | 28     | 11  | 4   | 13  | 60:57         | 3            | 26     | 9.    |                                                                            |
| 1973/1974 | Landesliga              | 26     | 6   | 5   | 15  | 39:61         | −22          | 17     | 13.   | Abstieg                                                                    |
| 1974/1975 | Unterliga Nord          | 24     | 13  | 6   | 5   | 43:22         | 21           | 32     | 4.    |                                                                            |
| 1975/1976 | Unterliga Nord          | 26     | 18  | 2   | 6   | 44:17         | 27           | 38     | 1.    | Meister                                                                    |
| 1976/1977 | Landesliga              | 30     | 7   | 5   | 18  | 37:62         | −25          | 19     | 16.   | Abstieg                                                                    |
| 1977/1978 | Unterliga Nord          | 26     | 9   | 6   | 11  | 51:48         | 3            | 24     | 9.    |                                                                            |
| 1978/1979 | Unterliga Nord          | 26     | 8   | 8   | 10  | 29:30         | −1           | 24     | 7.    |                                                                            |
| 1979/1980 | Unterliga Nord          | 26     | 13  | 6   | 7   | 52:30         | 22           | 32     | 2.    |                                                                            |
| 1980/1981 | Unterliga Nord          | 26     | 14  | 8   | 4   | 37:20         | 17           | 36     | 1.    | Meister                                                                    |
| 1981/1982 | Landesliga              | 30     | 7   | 9   | 14  | 24:41         | −17          | 23     | 12.   |                                                                            |
| 1982/1983 | Landesliga              | 30     | 5   | 7   | 18  | 22:61         | −39          | 17     | 15.   |                                                                            |
| 1983/1984 | Landesliga              | 30     | 4   | 7   | 19  | 30:75         | −45          | 15     | 15.   |                                                                            |
| 1984/1985 | Landesliga              | 30     | 6   | 6   | 18  | 33:63         | −30          | 18     | 15.   | Abstieg                                                                    |
| 1985/1986 | Unterliga Nord          | 26     | 10  | 6   | 10  | 37:40         | −3           | 26     | 10.   |                                                                            |
| 1986/1987 | Unterliga Nord          | 26     | 3   | 4   | 19  | 16:78         | −62          | 10     | 14.   | Abstieg                                                                    |
| 1987/1988 | Gebietsliga Murtal      | 26     | 12  | 9   | 5   | 57:38         | 19           | 33     | 3.    |                                                                            |
| 1988/1989 | Gebietsliga Murtal      | 24     | 3   | 9   | 12  | 30:54         | −24          | 15     | 13.   | Abstieg                                                                    |
| 1989/1990 | 1. Klasse Oberes Murtal | 16     | 7   | 3   | 6   | 36:31         | 5            | 17     | 5.    | Fusion mit der Blauen Elf Judenburg zum heutigen FC Judenburg              |
| Summen    | 45 Saisonen             | 1106   | 422 | 246 | 438 | 2006:2001     | 5            | 1088   |       | 3 × Meister, 3 × Zweiter, 3 × Dritter, 5 × Abstieg                         |

Anmerkung: Grün unterlegte Spielzeiten kennzeichnen den Aufstieg, Rot unterlegte Spielzeiten kennzeichnen den Abstieg.
Vereinsinterne Bestwerte in den jeweiligen Ligen
Siege
- Die meisten Siege in einer Saison: 18 in 26 Spielen (Saison 1975/76, Unterliga Nord)
- Die wenigsten Siege in einer Saison: 3 in 26 Spielen (Saison 1986/87, Unterliga Nord und 3 in 24 Spielen in der Saison 1988/1989, Gebietsliga Murtal)

Niederlagen
- Die meisten Niederlagen in einer Saison: 19 in 30 Spielen (Saison 1983/84, Landesliga und 19 in 26 Spielen in der Saison 1986/87, Unterliga Nord)
- Die wenigsten Niederlagen in einer Saison: 2 in 18 Spielen (Saison 1955/56, 1. Klasse Nord-West)

Punkte
- Die meisten Punkte in einer Saison: 38 in 26 Spielen (Saison 1975/76, Unterliga Nord, Zwei-Punkte-Regel!)
- Die wenigsten Punkte in einer Saison: 10 in 26 Spielen (Saison 1986/87, Unterliga Nord, Zwei-Punkte-Regel!)

Tore
- Die meisten in einer Saison erzielten Tore: 69 in 22 Spielen (Saison 1953/54, 1. Klasse Nord)
- Die wenigsten in einer Saison erzielten Tore: 16 in 26 Spielen (Saison 1986/87, Unterliga Nord)
- Die meisten in einer Saison erhaltenen Tore: 78 in 26 Spielen (Saison 1986/87, Unterliga Nord)
- Die wenigsten in einer Saison erhaltenen Tore: 17 in 26 Spielen (Saison 1975/76, Unterliga Nord)

### Blaue Elf Judenburg
Die Blaue Elf Judenburg wurde 1948 von fußballbegeisterten Männern gegründet, die im Zuge der Kriegswirren des Zweiten Weltkrieges ihre Heimat im Süden Europas verlassen mussten und nach Österreich flüchteten. Dabei entstanden die sog. „Lager Liechtenstein“ und „Lager Murdorf“, wo tausende Männer und Frauen, aber auch viele Kinder eine Unterkunft fanden. Aus diesen beiden Lagern entwickelte sich eine Fußballmannschaft, die 1948 beim steirischen Fußballverband als „Blaue Elf Judenburg“ angemeldet wurde. Auf Grund der Ausländerbeschränkungen, alle diese Personen waren damals nicht Staatsbürger der Republik Österreich, konnte die Blaue Elf Judenburg trotz mehrmaliger Meistertitel nicht aufsteigen und verblieb dadurch stets in der damaligen letzten Spielklasse „Kreis Murtal“ bzw. später umbenannt in „2. Klasse Murtal“ sowie „2. Klasse Nord-West“. In der Spielsaison 1959/1960 gelang der erste sportliche und statutenkonforme Aufstieg in die „1. Klasse Murtal“, wobei das erfolgreiche Meisterjahr ungeschlagen beendet werden konnte. 1966/1967 konnte der nächste Meistertitel gefeiert werden und die Blaue Elf Judenburg stieg in die damals zweithöchste steirische Spielklasse, der „Unterliga Nord“ auf. Nach zwei Saisonen hieß es wieder Abschied nehmen und im Spieljahr 1974/1975 gelang der Wiederaufstieg in die „Unterliga Nord“, wo man bis zur Saison 1979/1980 verblieb. Der letzte Meistertitel gelang 1984/1985, dem allerdings der sofortige Wiederabstieg in die „Gebietsliga Murtal“ folgte. Auch dort konnte man sich nicht halten und stieg gleich nochmals, diesmal in die „1. Klasse Murtal“ ab.

### Ewige Tabelle der Blauen Elf Judenburg (1950/1951 bis 1989/1990)
Anmerkung: Punkte gerechnet nach der Zwei-Punkte-Regel, da die Drei-Punkte-Regel erst mit der Spielsaison 1995/1996 in Österreich eingeführt wurde.
| Saison    | Spielklasse             | Spiele | S   | U   | N   | Torverhältnis | Tordifferenz | Punkte | Platz | Anmerkungen                                                         |
| --------- | ----------------------- | ------ | --- | --- | --- | ------------- | ------------ | ------ | ----- | ------------------------------------------------------------------- |
| 1950/1951 | Kreis Murtal            | 10     | 5   | 2   | 3   | 25:18         | 7            | 12     | 3.    |                                                                     |
| 1951/1952 | Kreis Murtal            | 8      | 6   | 1   | 1   | 27:12         | 15           | 13     | 1.    | Meister (nicht aufstiegsberechtigt)                                 |
| 1952/1953 | Kreis Murtal            | 16     | 12  | 1   | 3   | 63:21         | 42           | 25     | 2.    |                                                                     |
| 1953/1954 | Kreis Murtal            | 8      | 5   | 0   | 3   | 21:16         | 5            | 10     | 2.    |                                                                     |
| 1954/1955 | 2. Klasse Murtal        | 14     | 12  | 1   | 1   | 55:22         | 33           | 25     | 1.    | Meister (nicht aufstiegsberechtigt)                                 |
| 1955/1956 | 2. Klasse Murtal        | 18     | 8   | 4   | 6   | 39:29         | 10           | 20     | 5.    |                                                                     |
| 1956/1957 | 2. Klasse Murtal        | 16     | 6   | 3   | 7   | 34:40         | −6           | 15     | 6.    |                                                                     |
| 1957/1958 | 2. Klasse Murtal        | 16     | 4   | 5   | 7   | 37:50         | −13          | 13     | 7.    |                                                                     |
| 1958/1959 | 2. Klasse Nord-West     | 8      | 4   | 1   | 3   | 31:22         | 9            | 9      | 2.    | Klassenumbenennung                                                  |
| 1959/1960 | 2. Klasse Nord-West     | 12     | 9   | 3   | 0   | 52:15         | 37           | 21     | 1.    | Meister                                                             |
| 1960/1961 | 1. Klasse Murtal        | 12     | 8   | 1   | 3   | 43:27         | 16           | 17     | 2.    |                                                                     |
| 1961/1962 | 1. Klasse Murtal        | 14     | 5   | 4   | 5   | 25:32         | −7           | 14     | 5.    |                                                                     |
| 1962/1963 | 1. Klasse Murtal        | 16     | 5   | 2   | 9   | 28:32         | −4           | 12     | 8.    |                                                                     |
| 1963/1964 | 1. Klasse Murtal        | 18     | 3   | 4   | 11  | 21:47         | −26          | 10     | 10.   |                                                                     |
| 1964/1965 | 1. Klasse Murtal        | 18     | 5   | 3   | 10  | 33:49         | −16          | 13     | 8.    |                                                                     |
| 1965/1966 | 1. Klasse Murtal        | 18     | 10  | 5   | 3   | 64:25         | 39           | 25     | 2.    |                                                                     |
| 1966/1967 | 1. Klasse Murtal        | 18     | 14  | 2   | 2   | 67:23         | 44           | 30     | 1.    | Meister                                                             |
| 1967/1968 | Unterliga Nord          | 22     | 6   | 4   | 12  | 44:61         | −17          | 16     | 11.   |                                                                     |
| 1968/1969 | Unterliga Nord          | 22     | 1   | 1   | 20  | 19:91         | −72          | 3      | 12.   | Abstieg                                                             |
| 1969/1970 | 1. Klasse Murtal        | 22     | 8   | 6   | 8   | 42:40         | 2            | 22     | 8.    |                                                                     |
| 1970/1971 | 1. Klasse Murtal        | 20     | 6   | 2   | 12  | 34:42         | −8           | 14     | 8.    |                                                                     |
| 1971/1972 | 1. Klasse Murtal        | 22     | 8   | 2   | 12  | 35:41         | −6           | 18     | 10.   |                                                                     |
| 1972/1973 | 1. Klasse Murtal        | 22     | 10  | 5   | 7   | 41:36         | 5            | 25     | 5.    |                                                                     |
| 1973/1974 | Gebietsliga Mur/Ennstal | 20     | 9   | 3   | 8   | 33:29         | 4            | 21     | 5.    | Klassenumbenennung                                                  |
| 1974/1975 | Gebietsliga Mur/Ennstal | 22     | 13  | 3   | 6   | 49:27         | 22           | 29     | 1.    | Meister                                                             |
| 1975/1976 | Unterliga Nord          | 26     | 9   | 5   | 12  | 39:51         | −12          | 23     | 9.    |                                                                     |
| 1976/1977 | Unterliga Nord          | 26     | 9   | 6   | 11  | 38:46         | −8           | 24     | 8.    |                                                                     |
| 1977/1978 | Unterliga Nord          | 26     | 6   | 6   | 14  | 34:49         | −15          | 18     | 12.   |                                                                     |
| 1978/1979 | Unterliga Nord          | 26     | 10  | 5   | 11  | 36:44         | −8           | 25     | 6.    |                                                                     |
| 1979/1980 | Unterliga Nord          | 26     | 5   | 5   | 16  | 31:49         | −18          | 15     | 14.   | Abstieg                                                             |
| 1980/1981 | Gebietsliga Mur/Ennstal | 22     | 8   | 9   | 5   | 44:44         | 0            | 25     | 4.    |                                                                     |
| 1981/1982 | Gebietsliga Mur/Ennstal | 24     | 7   | 3   | 14  | 25:51         | −26          | 17     | 11.   |                                                                     |
| 1982/1983 | Gebietsliga Mur/Ennstal | 26     | 6   | 6   | 14  | 32:59         | −27          | 18     | 13.   |                                                                     |
| 1983/1984 | Gebietsliga Murtal      | 26     | 9   | 10  | 7   | 39:36         | 3            | 28     | 5.    | Klassenumbenennung                                                  |
| 1984/1985 | Gebietsliga Murtal      | 24     | 13  | 7   | 4   | 48:21         | 27           | 33     | 1.    | Meister                                                             |
| 1985/1986 | Unterliga Nord          | 26     | 6   | 7   | 13  | 32:52         | −20          | 19     | 13.   | Abstieg                                                             |
| 1986/1987 | Gebietsliga Murtal      | 26     | 3   | 6   | 17  | 29:74         | −45          | 12     | 14.   | Abstieg                                                             |
| 1987/1988 | 1. Klasse Murtal        | 24     | 2   | 5   | 17  | 14:54         | −40          | 9      | 12.   |                                                                     |
| 1988/1989 | 1. Klasse Oberes Murtal | 16     | 8   | 4   | 4   | 31:15         | 16           | 20     | 3.    | Klassenumbenennung                                                  |
| 1989/1990 | 1. Klasse Oberes Murtal | 16     | 4   | 5   | 7   | 18:28         | −10          | 13     | 6.    | Fusion mit dem Werkssportverein Judenburg zum heutigen FC Judenburg |
| Summen    | 40 Saisonen             | 772    | 287 | 157 | 328 | 1452:1520     | −68          | 731    |       | 6 × Meister, 5 × Zweiter, 2 × Dritter, 4 × Abstieg                  |

Anmerkung: Grün unterlegte Spielzeiten kennzeichnen den Aufstieg, Rot unterlegte Spielzeiten kennzeichnen den Abstieg.
Vereinsinterne Bestwerte in den jeweiligen Ligen
Siege
- Die meisten Siege in einer Saison: 14 in 18 Spielen (Saison 1966/67, 1. Klasse Murtal)
- Die wenigsten Siege in einer Saison: 1 in 22 Spielen (Saison 1968/69, Unterliga Nord)

Niederlagen
- Die meisten Niederlagen in einer Saison: 20 in 22 Spielen (Saison 1968/69, Unterliga Nord)
- Die wenigsten Niederlagen in einer Saison: 0 in 12 Spielen (Saison 1959/60, 2. Klasse Nord-West)

Punkte
- Die meisten Punkte in einer Saison: 33 in 24 Spielen (Saison 1984/55, Gebietsliga Murtal, Zwei-Punkte-Regel!)
- Die wenigsten Punkte in einer Saison: 3 in 22 Spielen (Saison 1968/69, Unterliga Nord, Zwei-Punkte-Regel!)

Tore
- Die meisten in einer Saison erzielten Tore: 67 in 18 Spielen (Saison 1966/67, 1. Klasse Murtal)
- Die wenigsten in einer Saison erzielten Tore: 14 in 24 Spielen (Saison 1987/88, 1. Klasse Murtal)
- Die meisten in einer Saison erhaltenen Tore: 91 in 22 Spielen (Saison 1968/69, Unterliga Nord)
- Die wenigsten in einer Saison erhaltenen Tore: 12 in 8 Spielen (Saison 1951/52, Kreis Murtal)

### Judenburger Stadt-Derby (1975/1976 – 1989/1990)
Das Judenburger Stadt-Derby, gleichzeitig auch das Derby in der Bezirkshauptstadt und damit auch das wichtigste Spiel des Bezirkes Judenburg, war im Gegensatz zu vielen anderen nicht von geographischen oder politischen Gegensätzen geprägt, sondern erhielt seine besondere Brisanz dadurch, dass sich beide Vereine das Sport-Stadion „Murdorf“ teilten und bis zum ersten Stadt-Derby der WSV Judenburg seine Meisterschaftsspiele immer mindestens eine Spielklasse höher als die Blaue Elf Judenburg bestritt. So mussten die Fußballfans in der 12.000-Einwohner-Stadt (Stand Mitte 1970er-Jahre) bis in das Jahr 1975 warten, um ein Meisterschaftsspiel zwischen diesen beiden Mannschaften zu sehen, in dem es auch um die Herrschaft im Judenburger Fußball ging. Erstmals konnte sich die Blaue Elf Judenburg in einem Bewerbsspiel mit dem „großen“ Stadtrivalen WSV messen. In den kommenden Jahren gab es – mit Unterbrechungen – immer wieder Saisonen, wo beide Judenburger Vereine in derselben Klasse spielten, trotzdem gingen die sportlichen Leistungen beider Judenburger Vereine (trotz zwischenzeitiger Meistertitel und Aufstiege) nach unten und im Spieljahr 1989/1990 spielten beide Mannschaften in der untersten Liga des steirischen Fußballverbandes, der 1. Klasse Oberes Murtal. Eine Fusion war unvermeidbar und somit war das Derby im Frühjahr 1990 das letzte Stadt-Derby in der Geschichte des Judenburger Fußballsportes. Insgesamt 12 Meisterschafts-Derbys gab es zwischen dem Werkssportverein (WSV) Judenburg und der Blauen Elf (BE) Judenburg.
Folgende Tabelle listet in chronologischer Reihenfolge die Begegnungen beider Vereine in der Meisterschaft auf:
| Nr. | Spielsaison                       | Datum         | Heim                       | Gast                       | Ergebnis  | Austragungsort                 |
| --- | --------------------------------- | ------------- | -------------------------- | -------------------------- | --------- | ------------------------------ |
| 1   | Unterliga Nord 1975/1976          | Sa.6.9.1975   | Blaue Elf Judenburg        | Werkssportverein Judenburg | 0:2 (0:0) | Sportstadion Judenburg Murdorf |
| 2   | Unterliga Nord 1975/1976          | Mi.14.4.1976  | Werkssportverein Judenburg | Blaue Elf Judenburg        | 5:1 (1:1) | Sportstadion Judenburg Murdorf |
| 3   | Unterliga Nord 1977/1978          | Sa.3.9.1977   | Blaue Elf Judenburg        | Werkssportverein Judenburg | 1:4 (1:1) | Sportstadion Judenburg Murdorf |
| 4   | Unterliga Nord 1977/1978          | Sa.1.4.1978   | Werkssportverein Judenburg | Blaue Elf Judenburg        | 0:2 (0:2) | Sportstadion Judenburg Murdorf |
| 5   | Unterliga Nord 1978/1979          | Sa.20.9.1978  | Blaue Elf Judenburg        | Werkssportverein Judenburg | 0:3 (0:2) | Sportstadion Judenburg Murdorf |
| 6   | Unterliga Nord 1978/1979          | Sa.21.4.1979  | Werkssportverein Judenburg | Blaue Elf Judenburg        | 0:1 (0:1) | Sportstadion Judenburg Murdorf |
| 7   | Unterliga Nord 1979/1980          | Sa.1.9.1979   | Werkssportverein Judenburg | Blaue Elf Judenburg        | 2:1 (1:1) | Sportstadion Judenburg Murdorf |
| 8   | Unterliga Nord 1979/1980          | Sa.12.4.1980  | Blaue Elf Judenburg        | Werkssportverein Judenburg | 1:3 (0:2) | Sportstadion Judenburg Murdorf |
| 9   | Unterliga Nord 1985/1986          | Sa.26.10.1985 | Blaue Elf Judenburg        | Werkssportverein Judenburg | 0:1 (0:1) | Sportstadion Judenburg Murdorf |
| 10  | Unterliga Nord 1985/1986          | Sa.31.5.1986  | Werkssportverein Judenburg | Blaue Elf Judenburg        | 3:1 (2:1) | Sportstadion Judenburg Murdorf |
| 11  | 1. Klasse Oberes Murtal 1989/1990 | So.1.10.1989  | Blaue Elf Judenburg        | Werkssportverein Judenburg | 2:2 (1:1) | Sportstadion Judenburg Murdorf |
| 12  | 1. Klasse Oberes Murtal 1989/1990 | Sa.19.5.1990  | Werkssportverein Judenburg | Blaue Elf Judenburg        | 2:1 (1:1) | Sportstadion Judenburg Murdorf |

### Bilanz
| Spielklassen                                          | Spiele | Siege Werkssportverein Judenburg | Unentschieden | Siege Blaue Elf Judenburg | Tordifferenz |
| ----------------------------------------------------- | ------ | -------------------------------- | ------------- | ------------------------- | ------------ |
| Unterliga Nord bzw. 1. Klasse Oberes Murtal           | 12     | 9                                | 1             | 2                         | 27:11        |
| Endstand: 19. Mai 1990 (letztes Meisterschafts-Derby) |        |                                  |               |                           |              |

### Titelvergleich
| Werkssportverein Judenburg | Spielklasse             | Blaue Elf Judenburg |
| -                          | Kreis Murtal            | 1 1952              |
| -                          | 2. Klasse Murtal        | 1 1955              |
| 1 1956                     | 1. Klasse Nord-West     | -                   |
| -                          | 2. Klasse Nord-West     | 1 1960              |
| -                          | 1. Klasse Murtal        | 1 1967              |
| -                          | Gebietsliga Mur/Ennstal | 1 1975              |
| 2 1976, 1981               | Unterliga Nord          | -                   |
| -                          | Gebietsliga Murtal      | 1 1985              |

### Fusion zum FC Judenburg und wichtige Saisonbilanzen bis Sommer 2025
Sportliche und wirtschaftliche Gründe führten dazu, diese beiden Vereine zu einem gemeinsamen Judenburger Fußballverein zusammenzuführen. Dem Fusionsverein WSV/BE Judenburg gelang im Spieljahr 1990/1991 der Meistertitel in der 1. Klasse Oberes Murtal, 1992/1993 Meister der Gebietsliga Murtal, 1994/1995 (bereits als FC Judenburg) wieder Meister der Gebietsliga Murtal, 2000/2001 Meister der Unterliga Nord B, 2002/2003 Meister der Oberliga Nord und Aufstieg in die steirische Landesliga. Jedoch musste nach nur einer Saison bei Punktegleichheit auf Grund des schlechteren Torverhältnisses der Abstieg hingenommen werden. Im Spieljahr 2014/2015 gelang wieder der Aufstieg in die Oberliga Nord, hier wurden von 26 Spielen 23 gewonnen. In der Saison 2019/2020 wurde der FC Judenburg Herbstmeister der Oberliga Nord und war auf bestem Weg, wieder in die steirische Landesliga zurückzukehren. Aufgrund der außerordentlichen Situation rund um die Verbreitung des Corona-Virus (COVID-19-Pandemie) wurde die Saison 2019/2020 mit Entscheidung des Präsidiums des ÖFB vom 15. April 2020 abgebrochen und wird nicht gewertet. Nachdem die Herbstsaison des Spieljahres 2020/2021 aufgrund der COVID-19-Pandemie nicht vollständig ausgetragen werden konnte, wurde auch diese Saison mit Beschluss des StFV vom 3. Mai 2021 abgebrochen und wird nicht gewertet. Als Tabellenzweiter zum Zeitpunkt des Abbruches hatte der FC Judenburg auch in diesem Spieljahr beste Aufstiegschancen. Aber im Spieljahr 2021/2022 konnte der FC Judenburg den Meistertitel erreichen und somit spielte 2022/2023 zum 25. Mal eine Judenburger Fußballmannschaft (23 Saisonen WSV Judenburg, zuletzt 1984/1985 und eine Saison FC Judenburg 2003/2004) im steirischen Oberhaus, der Landesliga. Aber nach nur einer Saison musste man wieder absteigen und spielt in der Saison 2023/2024 in der Oberliga Nord. Diese Saison wurde als Tabellendritter beendet (nur 2 Punkte hinter dem Meister) und verbleibt somit auch 2024/2025 in der Oberliga Nord, wo der 5. Platz erreicht wurde. Daher eine weitere Saison in der Oberliga Nord.

### Liste der Meistertitel des FC Judenburg
| Spielklasse             | Titel | Spielsaison |
| ----------------------- | ----- | ----------- |
| 1. Klasse Oberes Murtal | 1     | 1991        |
| Gebietsliga Murtal      | 2     | 1993, 1995  |
| Unterliga Nord B        | 2     | 2001, 2015  |
| Oberliga Nord           | 2     | 2003, 2022  |

### Saisonstatistiken des FC Judenburg
Anmerkung: Punkte gerechnet nach der Drei-Punkte-Regel (offiziell eingeführt in Österreich seit der Spielsaison 1995/1996).
| Saison    | Spielklasse                      | Spiele | S   | U   | N   | Torverhältnis | Tordifferenz | Punkte | Platz | Anmerkungen                                                                                      |
| --------- | -------------------------------- | ------ | --- | --- | --- | ------------- | ------------ | ------ | ----- | ------------------------------------------------------------------------------------------------ |
| 1990/1991 | 1. Klasse Oberes Murtal          | 14     | 13  | 1   | 0   | 70:11         | 59           | 40     | 1.    | Meister                                                                                          |
| 1991/1992 | Gebietsliga Murtal               | 24     | 15  | 6   | 3   | 63:29         | 34           | 51     | 2.    |                                                                                                  |
| 1992/1993 | Gebietsliga Murtal               | 24     | 18  | 5   | 1   | 77:29         | 48           | 59     | 1.    | Meister                                                                                          |
| 1993/1994 | Oberliga Nord                    | 28     | 11  | 4   | 13  | 40:51         | −11          | 37     | 5.    | Abstieg (Play-off im Frühjahr, nur die drei besten Mannschaften verbleiben in der Oberliga Nord) |
| 1994/1995 | Gebietsliga Murtal               | 26     | 20  | 3   | 3   | 96:33         | 63           | 63     | 1.    | Meister                                                                                          |
| 1995/1996 | Oberliga Nord                    | 28     | 9   | 11  | 8   | 47:43         | 4            | 38     | 5.    |                                                                                                  |
| 1996/1997 | Oberliga Nord                    | 26     | 9   | 11  | 6   | 33:25         | 8            | 38     | 5.    |                                                                                                  |
| 1997/1998 | Oberliga Nord                    | 26     | 2   | 5   | 19  | 21:64         | −43          | 11     | 14.   | Abstieg                                                                                          |
| 1998/1999 | Gebietsliga Murtal               | 22     | 10  | 3   | 9   | 52:43         | 9            | 33     | 7.    |                                                                                                  |
| 1999/2000 | Unterliga Nord B                 | 22     | 16  | 1   | 5   | 57:29         | 28           | 49     | 2.    | Klassenumbenennung                                                                               |
| 2000/2001 | Unterliga Nord B                 | 22     | 18  | 3   | 1   | 88:19         | 69           | 57     | 1.    | Meister                                                                                          |
| 2001/2002 | Oberliga Nord                    | 26     | 18  | 5   | 3   | 75:32         | 43           | 59     | 2.    |                                                                                                  |
| 2002/2003 | Oberliga Nord                    | 26     | 19  | 4   | 3   | 65:23         | 42           | 61     | 1.    | Meister                                                                                          |
| 2003/2004 | Landesliga                       | 30     | 7   | 4   | 19  | 31:65         | −34          | 25     | 15.   | Abstieg                                                                                          |
| 2004/2005 | Oberliga Nord                    | 26     | 0   | 3   | 23  | 17:79         | −62          | 3      | 14.   | Abstieg                                                                                          |
| 2005/2006 | Unterliga Nord B                 | 22     | 4   | 4   | 14  | 35:64         | −29          | 16     | 11.   |                                                                                                  |
| 2006/2007 | Unterliga Nord B                 | 22     | 6   | 4   | 12  | 39:46         | −7           | 22     | 11.   |                                                                                                  |
| 2007/2008 | Unterliga Nord B                 | 26     | 5   | 5   | 16  | 33:59         | −26          | 20     | 13.   |                                                                                                  |
| 2008/2009 | Unterliga Nord B                 | 26     | 14  | 8   | 4   | 70:37         | 33           | 50     | 2.    |                                                                                                  |
| 2009/2010 | Unterliga Nord B                 | 26     | 14  | 5   | 7   | 69:38         | 31           | 47     | 5.    |                                                                                                  |
| 2010/2011 | Unterliga Nord B                 | 26     | 15  | 5   | 6   | 62:35         | 27           | 50     | 3.    |                                                                                                  |
| 2011/2012 | Unterliga Nord B                 | 26     | 9   | 9   | 8   | 34:23         | 11           | 36     | 9.    |                                                                                                  |
| 2012/2013 | Unterliga Nord B                 | 26     | 13  | 1   | 12  | 61:53         | 8            | 40     | 5.    |                                                                                                  |
| 2013/2014 | Unterliga Nord B                 | 26     | 11  | 4   | 11  | 56:58         | −2           | 37     | 7.    |                                                                                                  |
| 2014/2015 | Unterliga Nord B                 | 26     | 23  | 1   | 2   | 83:20         | 63           | 70     | 1.    | Meister                                                                                          |
| 2015/2016 | Oberliga Nord                    | 26     | 9   | 9   | 8   | 37:37         | 0            | 36     | 6.    |                                                                                                  |
| 2016/2017 | Oberliga Nord                    | 26     | 10  | 7   | 9   | 61:53         | 8            | 37     | 7.    |                                                                                                  |
| 2017/2018 | Oberliga Nord                    | 26     | 12  | 6   | 8   | 55:39         | 16           | 42     | 4.    |                                                                                                  |
| 2018/2019 | Oberliga Nord                    | 26     | 13  | 5   | 8   | 51:35         | 16           | 44     | 3.    |                                                                                                  |
| 2019/2020 | Oberliga Nord                    | 0      | 0   | 0   | 0   | 0             | 0            | 0      | 0     | COVID-19-Pandemie, Meisterschaft abgebrochen, Platz 1 zum Zeitpunkt des Abbruches                |
| 2020/2021 | Oberliga Nord                    | 0      | 0   | 0   | 0   | 0             | 0            | 0      | 0     | COVID-19-Pandemie, Meisterschaft abgebrochen, Platz 2 zum Zeitpunkt des Abbruches                |
| 2021/2022 | Oberliga Nord                    | 26     | 19  | 2   | 5   | 89:35         | 54           | 59     | 1.    | Meister                                                                                          |
| 2022/2023 | Landesliga                       | 30     | 7   | 3   | 20  | 36:69         | −33          | 24     | 15.   | Abstieg                                                                                          |
| 2023/2024 | Oberliga Nord                    | 24     | 16  | 2   | 6   | 62:37         | 25           | 50     | 3.    |                                                                                                  |
| 2024/2025 | Oberliga Nord                    | 26     | 12  | 3   | 11  | 57:52         | 5            | 39     | 5.    |                                                                                                  |
| 2025/2026 | Oberliga Nord                    |        |     |     |     |               |              |        |       |                                                                                                  |
| Summen    | 35 Saisonen (einschl. 2024/2025) | 832    | 397 | 152 | 283 | 1822:1365     | 457          | 1343   |       | 7 × Meister, 4 × Zweiter, 3 × Dritter, 5 × Abstieg                                               |

Anmerkung: Grün unterlegte Spielzeiten kennzeichnen den Aufstieg, Rot unterlegte Spielzeiten kennzeichnen den Abstieg.
Vereinsinterne Bestwerte in den jeweiligen Ligen
Siege
- Die meisten Siege in einer Saison: 23 in 26 Spielen (Saison 2014/15, Unterliga Nord B)
- Die wenigsten Siege in einer Saison: 0 in 26 Spielen (Saison 2004/05, Oberliga Nord)

Niederlagen
- Die meisten Niederlagen in einer Saison: 23 in 26 Spielen (Saison 2004/05, Oberliga Nord)
- Die wenigsten Niederlagen in einer Saison: 0 in 14 Spielen (Saison 1990/91, 1. Klasse Oberes Murtal)

Punkte
- Die meisten Punkte in einer Saison: 70 in 26 Spielen (Saison 2014/15, Unterliga Nord B)
- Die wenigsten Punkte in einer Saison: 3 in 26 Spielen (Saison 2004/05, Oberliga Nord)

Tore
- Die meisten in einer Saison erzielten Tore: 96 in 26 Spielen (Saison 1994/95, Gebietsliga Murtal)
- Die wenigsten in einer Saison erzielten Tore: 17 in 26 Spielen (Saison 2004/05, Oberliga Nord)
- Die meisten in einer Saison erhaltenen Tore: 79 in 26 Spielen (Saison 2004/05, Oberliga Nord)
- Die wenigsten in einer Saison erhaltenen Tore: 11 in 14 Spielen (Saison 1990/91, 1. Klasse Oberes Murtal)

### Sportliche Erfolge
- WSV Judenburg: 3 × Meister: 1. Klasse Nord-West 1956, Unterliga Nord 1976, 1981
- Blaue Elf Judenburg: 6 × Meister: Kreis Murtal 1952, 2. Klasse Murtal 1955, 2. Klasse Nord-West 1960, 1. Klasse Murtal 1967, Gebietsliga Mur/Ennstal 1975, Gebietsliga Murtal 1985
- WSV/BE bzw. FC Judenburg: 7 × Meister: 1. Klasse Oberes Murtal 1991, Gebietsliga Murtal 1993, 1995, Unterliga Nord B 2001, 2015, Oberliga Nord 2003, 2022